# Réflexions sur la question juive
Réflexions sur la question juive (Bespiegelingen over het Jodenvraagstuk) is een werk van de Franse schrijver/filosoof Jean-Paul Sartre, gepubliceerd in november 1946. 

## Context
Voor de Tweede Wereldoorlog was Sartre nauwelijks geïnteresseerd in politiek; in het jaar dat hij in Duitsland doorbracht (1933/'34) lijkt hij niets gemerkt te hebben van de opkomst van het nazisme. De oorlog heeft hierin verandering gebracht.

## Inhoud
De inhoud van de réflexions is gebaseerd op Sartres persoonlijke ervaringen en waarnemingen, zijn fascinatie voor Céline, die hij als schrijver bewonderde, maar die extreem antisemitisch was, en op werk van de psychoanalyticus Wilhelm Stekel, die hij een enkele keer aanhaalt.

### Deel 1
Antisemitisme, betoogt  Sartre, vertegenwoordigt niet een bepaalde opvatting (zoals men opvattingen kan hebben over het al dan niet moeten importeren van wijn uit Algerije); als zodanig valt het dan ook niet onder het recht op de vrije meningsuiting. Het betreft hier een emotie, die losstaat van waargenomen feiten uit de buitenwereld. Het is andersom: de antisemiet gaat uit van een bepaalde opvatting van 'de Jood', en interpreteert daarmee de feiten uit de buitenwereld. Antisemieten zeggen bijvoorbeeld dat er: te veel joodse advocaten zijn in Frankrijk; maar als veel Franse artsen afkomstig uit Bretagne zouden zijn, zouden ze dat formuleren als: Bretagne levert artsen voor heel Frankrijk. Voor de antisemiet is 'een Jood' wezenlijk iets anders is dan 'een Breton'.
Antisemiet zijn is een bewuste keuze voor een door een emotie beheerst leven, waarbij de betreffende emotie haat is. Door deze keuze vrijwaart de antisemiet zich van elk nader onderzoek, van twijfel, en verschaft hij zich een zekerheid die hem onontvankelijk maakt voor ervaringen. De antisemiet ziet zichzelf als een gemiddeld iemand, die ook niet pretendeert individueel boven 'Joden' uit te steken. Hij ziet zich als deel uitmakend van de grote meerderheid. 'De Jood' mag intelligenter zijn; de antisemiet heeft geen behoefte aan die intelligentie, hij bezit een speciale sensibiliteit die ziet wat de abstracte intelligentie nooit zal inzien.
De antisemiet ziet neer op 'de Jood',  maar heeft hem wel nodig: zonder hem zou de antisemiet gewoon conciërge of winkelier zijn en verder niets hebben waarboven hij zich verheft. Ook een kwalificatie als echte Fransman zou alle betekenis verliezen, omdat iedereen er aanspraak op zou kunnen maken. En aan wie zou de antisemiet zijn eigen mislukkingen moeten toeschrijven als er geen 'Joden' waren? Een antisemiet stelt het altijd zo voor, dat hij het gevoel uitdrukt van de meerderheid, van le pays réel (het volk, in Nederlandse politieke terminologie). Ware hij deel van een minderheid, dan zou hij een politieke strategie moeten kiezen, in actie komen, keuzes maken, verantwoordelijkheid nemen.
Antisemitisme komt volgens Sartre vooral voor in de middenklassen, niet bij de arbeiders. Dat komt doordat arbeiders de maatschappij zien als bepaald door krachten en wetmatigheden; de bourgeoisie daarentegen interpreteert de geschiedenis vooral door te kijken naar al dan niet heldhaftige individuen, naar zaken als intriges en kliekvorming.
Voor de antisemiet hebben Joden 'iets joods' wat maakt dat ze per definitie op 'het slechte' uit zijn, ook als dat tegenstrijdig is met hun eigenbelang. Een antisemiet zal dus niet zeggen dat de maatschappij slecht functioneert, dat bijvoorbeeld het nationalisme het imperialisme in de hand werkt; voor hem zit alle kwaad in 'de Jood' en niet in bepaalde, aan verandering onderhevige, maatschappelijke structuren. De antisemiet leeft in een wereld waarin het Kwaad strijdt tegen het Goede, en waartussen geen compromis mogelijk is. Vanuit de machthebbers bezien is het geweld, bedreven door antisemieten, een soort ventiel waaruit de in de maatschappij aanwezige haat kan ontsnappen, maar dan op zo'n manier dat de structuren van de bestaande maatschappij niet worden aangetast (dit geweld is immers gericht op individuele Joden of op synagoges).
Naast deze 'echte' antisemieten zijn er ook velen die een antisemitisme uit de tweede hand uitdragen, een sociaal wenselijk antisemitisme. Deze mensen zijn niemand en om toch iemand te lijken herhalen ze de antisemitische uitingen waarmee ze zich een air van agressiviteit kunnen geven. Het zijn deze mensen die ervoor verantwoordelijk zijn dat het antisemitisme van generatie op generatie wordt doorgegeven. Zij hebben niet echt iets tegen Joden maar zullen ook geen vinger uitsteken als hun onrecht wordt aangedaan.
Aan het slot van dit eerste deel zegt Sartre dat de plaats van de Jood in andere situaties of tijden ingenomen kan worden door een andere minderheidsgroep.

### Deel 2
In het korte tweede deel vraagt Sartre zich af in hoeverre de Jood beschermd wordt door de democratie. Dit is maar zeer gedeeltelijk het geval: de Rechten van de mens hebben geen oog voor groepen als 'de Jood', 'de Arabier', 'de arbeider' maar kennen alleen 'de mens'. De democratische verdediging van de Jood redt dan weliswaar de Jood als mens, maar ontkent zijn bestaan als Jood, en ontkent daarmee dat er een Jodenvraagstuk bestaat. De democraten waren tijdens de oorlog wel oprecht verontwaardigd over de vervolgingen op de Joden, maar ze willen eigenlijk dat 'de Jood' zich niet onderscheidt van ieder ander. Daar waar de antisemiet de Jood verwijt jood te zijn, verwijt de democraat de Jood zich als jood te beschouwen.

### Deel 3
In dit deel beschrijft Sartre de sociale situatie van de Joden in Frankrijk aan de hand van tal van voorbeelden; hier gaat het wel specifiek over 'Joden' en hun situatie, en niet over een willekeurige gediscrimineerde groep. Sartre begint met zich de vraag te stellen: Wat is een 'Jood'? Volgens hem is het onmogelijk een Jood te identificeren op grond van een bepaalde gemeenschappelijke geschiedenis, geloof, land of ras. Blijft over dat de Jood wordt geïdentificeerd door de anderen: Jood is hij die door anderen als Jood wordt beschouwd.
Met dit stigma heeft de Jood altijd te leven. Is hij maatschappelijk succesvol, dan blijft hij (bijv.) een Joodse minister, onderscheidt hij zich door altruïsme, dan is hij een goede Jood. Hiertegen kan hij zich niet verweren. Verder wordt hij door zijn Jood-zijn geacht 'iets' te missen wat de 'echte Fransman' wel heeft (of kent): de finesses van het 'echte' Franse leven ontgaan hem. Hij blijft, uitsluitend op grond van zijn Jood-zijn, niet-geassimileerd. De vraag is dan of de Jood deze situatie accepteert of niet. In Sartriaanse terminologie: handelt hij authentiek of niet? Authentiek wil zeggen: met volledige luciditeit onder ogen zien wat je situatie is; niet authentiek wil zeggen: (een deel van) de werkelijkheid voor jezelf maskeren. Sartre benadrukt dat de meeste mensen niet-authentiek leven, en als hij constateert dat dit ook voor de Joden geldt, voegt hij eraan toe dat dit geen morele afkeuring impliceert.
Hoe analyseert Sartre het niet-authentieke gedrag van de Jood? Hij wil ontkennen dat hij Jood is. Dus hij verkeert in een constante vrees dat hij in zijn handelen lijkt op het beeld dat men van 'de Jood' heeft, en hij zal het tegendeel gaan doen. Dus hij zal bijvoorbeeld vrijgevig zijn, om het vooroordeel van de gierige Jood te ontkrachten. Dat brengt een element van beredeneerdheid in zijn handelen, en een vermindering van spontaneïteit. De niet-authentieke Jood zal vluchten in rationaliteit, een passie voor het universele: om opvattingen die hen als speciale wezens beschouwen te bestrijden, ontkent hij al het irrationele en intuïtieve, en beredeneert dat alle mensen gelijk zijn. Zodoende tracht hij op een abstracter niveau de assimilatie te verwerkelijken die hem op sociaal niveau onthouden wordt. Dit ook omdat niet-beredeneerde intuïties van de antisemiet met geweld worden opgelegd, immers deze intuïties zijn niet overdraagbaar op anderen via normale communicatie. En van dat geweld, zo weet de Jood, zal hij het eerste slachtoffer zijn.
Deze vluchtwegen van de niet-authentieke Jood uit zijn situatie interpreteert de antisemiet als aangeboren joodse karaktertrekken, waarbij hij er een negatieve draai aan geeft: die rationaliteit bijvoorbeeld wordt gepieker.  
De authentieke Jood is degene die onder ogen ziet wat de historisch gegroeide situatie van de Joden is, die weet dat hij aan de kant staat. Maar zoals alle authentieke mensen valt de authentieke Jood niet te beschrijven: hij is wat hij van zichzelf maakt. Echter, dit kan op individueel gebied een ethische oplossing zijn, op sociaal gebied biedt dit geen oplossing. 

### Deel 4
Sartre pretendeert niet een oplossing te hebben, slechts kan hij de voorwaarden schetsen waarbinnen een oplossing mogelijk is. Het antisemitisme is niet gewoon een mening, maar een uiting van een wereldvisie waarin de Jood 'het Slechte' vertegenwoordigt, en waarvan het doel is tot een nationaal verbond te komen, dus een einde te maken aan de opdeling van de maatschappij in elkaar bestrijdende groepen. Hiertoe wordt gepoogd de emoties zo hoog op te stoken, dat de onderlinge barrières geslecht worden, en alle haat gemeenschappelijk op de Joden gericht wordt. Die verdeling in maatschappelijke klassen blijft echter bestaan, zolang de sociaal-economische oorzaken daarvan niet worden weggenomen. In feite is de antisemitische opvatting van een 'strijd tussen Joden en Niet-Joden' de burgerlijke voorstelling van de klassenstrijd. In een klasseloze maatschappij zou zo'n opvatting niet gemaakt kunnen worden en zou er dus geen antisemitisme zijn. 
Zolang de revolutie die dit tot stand brengt niet heeft plaatsgevonden, moeten we ons realiseren dat het antisemitisme ons probleem is, niet een joods probleem. Een internationale liga tegen het antisemitisme zou de neutralen kunnen overhalen in actie te komen en mee te doen. De zaak zou al half gewonnen zijn, als de mensen die de Joden goed gezind zijn iets van de passie en volhardendheid van de antisemieten zouden overnemen. Hiertoe dient eenieder ervan overtuigd te worden dat geen Fransman vrij zal zijn zolang de Joden niet volledig hun recht kunnen genieten, geen Fransman veilig zal zijn zolang een Jood, in Frankrijk of elders, soms heeft te vrezen voor zijn bestaan.

## Plaats binnen het oeuvre van Sartre
De dominante toon van de réflexions is de haat tegen de Franse burgerij. In die zin is dit werk vergelijkbaar met de artikelen-serie Les communistes et la paix van enkele jaren later, - al was die gericht tegen het anticommunisme, en niet tegen het antisemitisme. Verder is duidelijk dat Sartre zijn eigen filosofische inzichten loslaat op het Jodenvraagstuk. Volgens L.W. Nauta
zijn de Réflexions een verdere uitwerking van de ethiek, aangekondigd aan het einde van L'être et le néant: 'Hoe de vrijheid van de een positief op die van de ander kan inwerken, dat is een vraag die in EN niet behandeld wordt, en eerst na de Tweede Wereldoorlog, o.a. in Qu'est-ce que la littérature en Réflexions sur la question juive door Sartre onder ogen wordt gezien.'

## Reacties
Reacties op dit werk hebben zeer gevarieerd.
Cohen-Solal spreekt in haar biografie van een magistrale vuistslag in het gezicht van de lethargische Franse burgerij; een andere biograaf, Ronald Hayman, zegt dat Sartre het weliswaar goed bedoelde, maar dat zijn denken oppervlakkig was